# Pseudoppia interrupta
Pseudoppia interrupta är en kvalsterart som först beskrevs av Jeleva 1962.  Pseudoppia interrupta ingår i släktet Pseudoppia och familjen Pseudoppiidae. Inga underarter finns listade i Catalogue of Life.